# Al Jaber Aviation
Al Jaber Aviation war eine Fluggesellschaft aus den Vereinigten Arabischen Emiraten mit Sitz in Abu Dhabi und Basis auf dem Flugplatz Al-Bateen. Al Jaber Aviation bot Charterflüge, Flugzeugmanagement sowie Flugzeugkauf und -verkauf an.

## Geschichte
Die AJA war Teil der Al Jaber Group. Das Hauptdrehkreuz der AJA war der Flugplatz Al-Bateen. Neben Geschäftsflügen war die AJA auch in den Bereichen Flugzeugmanagement, Verkauf, Akquisition und Beratung tätig. Mohammed Al Jaber war ihr Chief Executive Officer und Bilal Yousuf ihr Chief Operating Officer.
Im Jahr 2007 erwarb die Fluggesellschaft als erstes Unternehmen in den Vereinigten Arabischen Emiraten den Airbus A318 Elite. Die Flotte der Fluggesellschaft umfasste am 31. Juli 2011 die folgenden Flugzeugtypen: A318, EMB Lineage 1000 und ERJ Legacy 600.
Die AJA stellte ihren Betrieb am 9. März 2019 ein. 

## Flotte

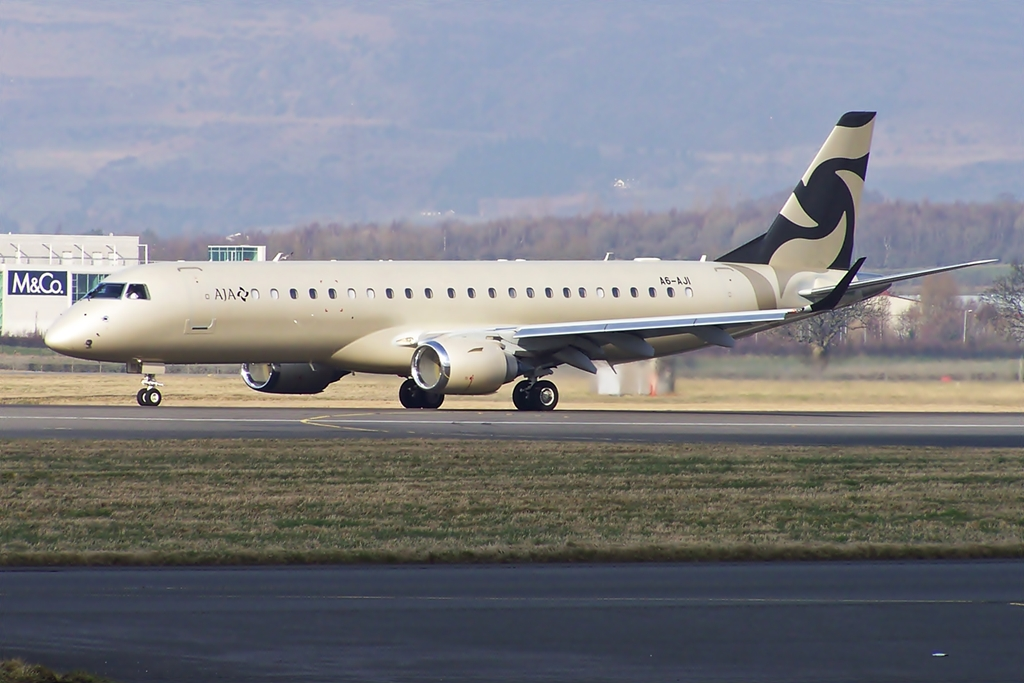
Embraer Lineage 1000 der Al Jaber Aviation

Die Flotte der Al Jaber Aviation bestand aus fünf Geschäftsreiseflugzeugen:
| Flugzeugtyp          | Luftfahrzeugkennzeichen | Anmerkungen     | Sitzplätze |
| -------------------- | ----------------------- | --------------- | ---------- |
| Airbus ACJ318        | A6-AJC                  |                 | 19         |
| Embraer Lineage 1000 | A6-AJI, A6-AJH          | ERJ-190-100 ECJ | 19         |
| Embraer EMB-135      | A6-ABC, 2-KAPP          |                 | 9          |